# 봅슬레이, 루지, 스켈레톤 경기장 목록
전세계 총 12국에 19곳의 봅슬레이, 루지 및 스켈레톤 경기장이 있다. 다수가 동계 올림픽의 개최 장소이다.

## 현재 운영 중인 경기장
- 노르웨이
  - 릴레함메르의 경기장 – 1994년 동계 올림픽 개최지

- 독일
  - 빈터베르크(Winterberg)의 경기장
  - 알텐베르크(Altenberg)의 경기장
  - 오버호프(Oberhof)의 경기장
  - 쾨니히스제의 경기장

- 라트비아
  - 시굴다의 경기장

- 러시아
  - 소치의 경기장 – 2014년 동계 올림픽 개최지
  - 파라모노보(Парамоново)의 경기장

- 미국
  - 레이크플래시드의 경기장 – 1932년 및 1980년 동계 올림픽 개최지
  - 파크시티의 경기장 – 2002년 동계 올림픽 개최지

- 스위스
  - 생모리츠셀레리나 올림픽 봅슬레이 경기장 – 1928년 및 1948년 동계 올림픽 개최지

- 오스트리아
  - 인스브루크의 경기장 – 1964년 및 1976년 동계 올림픽 개최지
  - 임슈트(Imst)의 경기장

- 이탈리아
  - 코르티나담페초의 경기장 – 1956년 동계 올림픽 개최지

- 일본
  - 나가노의 스파이럴 – 1998년 동계 올림픽 개최지

- 캐나다
  - 캘거리의 경기장 – 1988년 동계 올림픽 개최지
  - 휘슬러 슬라이딩 센터 – 2010년 동계 올림픽 개최지

- 프랑스
  - 라플라뉴(La Plagne)의 경기장 – 1992년 동계 올림픽 개최지

- 대한민국
  - 평창의 올림픽 슬라이딩 센터 – 2018년 동계 올림픽 개최지